# F1 2021 (비디오 게임)
F1 2021은 2021년 포뮬러 원과 포뮬러 2 챔피언십의 공식 비디오 게임으로, 코드마스터즈가 개발하고 EA 스포츠가 배급했다. 코드마스터즈의 F1 시리즈 중 열네 번째 타이틀이며, 트레일러 출시 몇 달 전 일렉트로닉 아츠가 코드마스터즈를 인수한 후 F1 커리어 챌린지 이후 2003년부터 EA 스포츠 부문에서 일렉트로닉 아츠가 배급하는 시리즈의 첫 번째 게임이다.
이 게임은 마이크로소프트 윈도우, 플레이스테이션 4, 플레이스테이션 5, 엑스박스 원, 엑스박스 시리즈 X/S용으로 2021년 7월 16일에 출시되었다. 디럭스 에디션은 사흘 앞선 7월 13일에 출시되었다.
이 게임은 EA가 코드마스터즈를 인수하면서 다음 게임에서 연도 표기 방식이 2자리로 변경되었기 때문에 시리즈 중 연도가 4자리로 표기된 가장 최신 게임이기도 하다.

## 개발 및 기능
코드마스터즈는 2021년 4월 F1 2021을 발표했으며, 새로운 스토리 모드를 특징으로 한다. 새로운 서킷인 이몰라, 포르티망, 제다는 나중에 무료 업데이트로 추가되었다. 마리나 베이, 멜버른, 몬트리올, 스즈카 서킷은 실제 코로나19 범유행으로 인해 경주가 취소되었음에도 불구하고 원래 의도대로 게임에 모두 포함되어 있다. 상하이 서킷도 게임에 포함되어 있는데, 이는 새로운 브레이킹 포인트 모드의 일부를 형성하기 때문이다.
커리어 모드에서는 처음으로 두 명의 플레이어가 팀 동료 또는 라이벌로 함께 커리어 모드에 참여할 수 있다.
나의 팀에서는 7명의 포뮬러 원 월드 챔피언과 레전드가 선택 가능한 드라이버로 등장한다: 아이르통 세나, 알랭 프로스트, 미하엘 슈마허, 니코 로스베르크, 젠슨 버튼, 데이비드 콜사드, 펠리피 마사.
F1 2021 게임이 제공하는 시각화는 레이스 아레나의 보다 정확한 트랙 측면과 스토리 모드에서 캐릭터의 얼굴 표정을 기반으로 전년보다 향상되었다. 또한 EA 스포츠 및 코드마스터즈 로고 뒤에 게임을 실행한 후 F1 방송의 오프닝 타이틀 전체 버전이 추가되었다. 플레이스테이션 5와 엑스박스 시리즈 X/S, PC에서는 레이 트레이싱 지원과 승리 라디오 호출도 F1 게임에서 처음으로 선보인다.
플레이어는 커리어 모드의 나의 팀 기능을 통해 자신만의 F1 팀을 구성할 수도 있다. 이 기능을 통해 플레이어는 스폰서와 자동차 엔진 공급업체 선택은 물론 팀원 모집 과정까지 처리하게 된다. 2021년 이 모드의 새로운 기능은 부서 이벤트 추가였다. 여기서 플레이어는 팀에 영향을 미치는 시나리오를 받고 자신의 생각에 가장 좋은 결정을 내려야 한다.

## 스토리 모드: 브레이킹 포인트
게임에는 3년(2019년 포뮬러 2 시즌 종료, 2020년 및 2021년 포뮬러 원 시즌)에 걸쳐 진행되는 스토리 모드 브레이킹 포인트가 도입되었다. 코드마스터즈의 성명에 따르면, 브레이킹 포인트는 "플레이어를 포뮬러 원의 화려한 세계로 몰입시키고, 트랙 안팎에서의 라이프스타일 맛을 제공한다. 이는 최고의 수준에서 경쟁하는 데 필요한 라이벌 관계, 감정, 헌신이다".
브레이킹 포인트의 추가로 F1 시리즈는 EA 스포츠 타이틀 중 파이트 나이트 챔피언의 챔피언 모드, FIFA의 저니, 매든 NFL의 롱샷에 이어 스토리 모드를 갖춘 네 번째 타이틀이 되었다. 이 모드에는 레이싱 포인트 (후에 애스턴 마틴), 스쿠데리아 알파타우리, 알파 로메오 레이싱 (F1 23 현재 공식 경로), 하스, 윌리엄스 등 5개의 선택 가능한 팀이 있다.
이야기의 주인공은 에이든 잭슨 (에이든 펠게이트)으로, 주니어 카테고리에서 인정을 받으며 언젠가 포뮬러 1에 진출하여 결국 월드 챔피언이 되기를 희망하는 영국의 떠오르는 별이다. 이야기는 2019년 FIA 포뮬러 2 챔피언십 시즌 결승전에서 시작된다. 여기서 카린 소속의 잭슨과 ART 소속의 닉 데 브리스 간의 치열한 타이틀 경쟁이 올해의 마지막 스프린트 레이스에서 막바지에 다다랐다. 잭슨은 마지막 몇 바퀴에서 니콜라스 라티피의 DAMS와 루카 지오토의 Virtuosi를 막판 추월하여 스프린트에서 우승하고, 타이틀 라이벌 데 브리스는 타이어와 차체 밸런스로 고전하면서 2019년 포뮬러 2 챔피언에 등극한다. 타이틀 획득 후, 잭슨은 2020년 시즌에 포뮬러 원으로 진출하며 뛰어난 주니어 경력으로 인해 엄청난 압박감, 무게, 기대감을 받는다. 그는 카메라 앞에서는 훌륭한 모습을 보이지만, 트랙 밖에서는 세계 최고의 드라이버들과 경쟁하는 포뮬러 원으로의 전환에 어려움을 겪는다. 스토리의 도입부, 스토리의 2020년 시즌 부분, 그리고 마지막 챕터의 마지막 부분에서 플레이어는 잭슨의 역할을 맡는다.
스토리 모드에는 잭슨의 팀 동료인 네덜란드 드라이버 캐스퍼 아커만 (크리스토퍼 데인)도 등장한다. 베테랑 포뮬러 원 드라이버로서 (키미 래이쾨넨과 일부 특징과 특성을 공유한다), 그는 잭슨보다 더 성숙하고 경험이 풍부하다. 새로운 세대의 드라이버들이 포뮬러 원 무대에 쏟아져 나오면서, 아커만은 레이싱 경력의 황혼기에 경쟁력을 유지하기 위해 고군분투한다. 그는 조이 (케리 베넷)와 결혼했으며, 그녀와의 사이에 딸 릴리 (조이는 캐스퍼의 가족 중 그 자신 외에 물리적으로 등장하는 유일한 사람이다. 그의 딸 릴리는 그의 노트북 왼쪽 사진 액자에서 볼 수 있다)가 있다. 조이는 남편이 포뮬러 원에서 경쟁력을 유지하기 위해 희생하는 것을 알고 있다. 스토리의 2021년 시즌 부분 대부분은 아커만에게 초점이 맞춰져 있다.
F1 2019의 드라이버 커리어 모드에서 F2 시나리오의 주요 라이벌로, 그리고 공식적으로 해당 시나리오의 2018년 F2 시즌 챔피언으로 이전에 등장했던 데본 버틀러 (애덤 샌더슨)가 잭슨의 라이벌로 돌아온다. F1 2019에 등장했던 루카스 웨버도 이메일을 통해 화면 밖으로 등장하는데, 그는 놀랍게도 카 시리즈에서 가장 좋아하는 영화가 카 2라고 말한다 (루이스 해밀턴도 등장했다). 버틀러는 F1 2019의 레이스 번호 71을 유지하며, 아커만과 잭슨은 각각 54와 89를 사용한다 (후자는 한세용이 2020년 사키르 그랑프리에서 윌리엄스 소속으로 출전했을 때 우연히 사용했던 번호이기도 하다).
플레이어가 어떤 팀을 선택하든, 브라이언 도일 (제리 앤더슨) 캐릭터가 팀 수장에게 직접 연락하는 역할을 한다.

### 줄거리
칼린과 함께 2019년 포뮬러 2 챔피언십에서 우승한 에이든 잭슨은 2020년 시즌에 포뮬러 원 팀과 계약을 맺는다. 그러나 잭슨은 호주에서 열린 시즌 개막전에서 팀 동료 캐스퍼 아커만과 충돌하면서 포뮬러 원 경력에 험난한 시작을 겪는다. 잭슨은 충돌이 자신의 잘못임을 인정하기를 거부하여 아커만을 화나게 한다. 두 사람은 라이벌 드라이버 데본 버틀러가 코너에서 3대의 차량을 만들면서 간접적으로 그 사건을 야기했다는 사실을 알지 못했다. 설상가상으로, 버틀러 자신도 잭슨과 아커만 사이의 긴장을 조장하여 중국 그랑프리에서 아커만이 잭슨을 추월하면서 트랙 밖으로 밀어내면서 긴장이 고조된다.
중반 시즌에 접어들면서 잭슨은 여전히 아커만과 잘 지내지 못해 팀이 컨스트럭터 챔피언십에서 고전하는 것을 발견한다. 아커만은 자신 대신 잭슨에게 업데이트된 파워 유닛이 주어졌다는 사실을 알고 그들의 관계는 계속 악화된다. 팀은 멕시코로 향하며 다른 중위권 팀들보다 우위를 점하기 위해 점수를 얻기를 희망하지만, 잭슨과 아커만이 자리를 양보하지 않고 충돌하여 서로를 레이스에서 탈락시키면서 그들의 희망은 산산조각난다. 레이스 후, 브라이언 도일은 두 사람에게 엄하게 질책하며 더 이상 서로 문제를 일으키면 둘 다 해고하겠다고 위협한다. 이 이야기의 부분은 해밀턴-로스베르크 라이벌 관계와 비교될 수 있다. 여기서 루이스 해밀턴과 니코 로스베르크는 메르세데스에서 팀 동료로 있는 동안 세 번 충돌했고, 토토 볼프는 드라이버들이 더 이상 충돌하는 것을 용납할 수 없게 되자 조치를 취했으며, 특히 멕시코 충돌은 2016년 스페인 그랑프리에서 해밀턴과 로스베르크가 충돌한 오프닝 랩 사건을 재현한다.
긴장은 2021년 시즌으로 이어진다. 아커만은 팀이 자신을 예선과 피트 전략 모두에서 우선권을 부여하며 잭슨을 넘버원 드라이버로 대하기 시작한 것 같아 좌절한다. 캐나다 그랑프리에서 아커만은 제프가 라디오에서 악명 높은 "네보다 빠르다"는 메시지를 보냈음에도 불구하고 잭슨을 통과시키기를 거부한다. 이는 2010년 독일 그랑프리에서 롭 스메들리가 펠리피 마사에게 페르난도 알론소를 통과시키라고 말한 것과 유사하다. 레이스 후, 두 드라이버는 패독에서 격렬한 논쟁을 벌이며, 아커만은 부주의하게 은퇴를 선언한다. 비록 아커만은 나중에 시즌 초에 이미 은퇴를 계획했으며 은퇴는 잭슨이 믿는 것처럼 사건과 아무 관련이 없다고 명확히 한다. 이 다툼은 버틀러가 자신의 휴대폰으로 녹화한 비디오를 통해 소셜 미디어에서 바이럴된다. 결과적으로 잭슨은 아커만의 은퇴를 비난하는 팬의 상당 부분을 잃는다.
아커만의 강력한 경기력은 팀을 경쟁에 계속 머물게 하지만, 그와 잭슨 사이의 긴장은 여전히 해결될 기미를 보이지 않는다. 팀 저녁 식사에서 도일은 두 사람을 불러 문제를 논의한다. 마침내 그들의 상호 적대감이 실제로는 데본 버틀러가 퍼뜨린 거짓 소문과 가십으로 인해 발생했다는 사실을 알게 된다. 아커만은 잭슨에게 자신이 버틀러의 거짓말을 맹목적으로 믿었다고 밝히며, 그의 속임수에 분노한다. 서로의 차이점을 해결하고 불화를 뒤로하고 아커만과 잭슨은 버틀러의 팀을 이기고 팀을 컨스트럭터 챔피언십 4위로 끌어올리기 위해 협력한다.
아부다비에서 열린 마지막 레이스에서 버틀러의 팀 동료는 기계적 문제로 레이스에서 은퇴한다. 이를 이용해 아커만은 레이스의 마지막 부분에서 버틀러를 이끈다. 추월을 시도하는 동안 버틀러는 아커만과 충돌하여 두 차량 모두 큰 손상을 입는다. 버틀러는 레이스에서 탈락하지만, 아커만은 계속 주행할 수 있으며 잭슨에게 자신의 자리를 양보하고 라디오 메시지를 통해 연단에서 레이스를 마치라고 말한다. 잭슨은 결국 3위로 진입한다. 레이스 후, 잭슨과 아커만은 연단 시상식에서 함께 축하한다.
옵션 메뉴에서도 볼 수 있는 크레딧 이전에, 브레이킹 포인트와 게임 자체가 전 해설가 머레이 워커와 전 FIA 회장 막스 모슬리를 추모하며 만들어졌다는 것을 보여준다. 크레딧 이후 게임 내 메시지는 에이든 잭슨이 빅팀 중 하나 ( 메르세데스, 레드불 레이싱, 페라리)에서 경주할 계약을 협상하고 있음을 밝힌다.

## 평가
F1 2021은 리뷰 애그리게이션 웹사이트 메타크리틱에 따르면 PC, 플레이스테이션 4, 5, 엑스박스 시리즈 X에서 "대체로 호의적인" 평가를 받았다. 스토리 모드와 새로운 핸들링에 대한 찬사가 쏟아졌다. 브레이킹 포인트 스토리 모드도 CGI 그래픽, 캐릭터, 성우 연기, 줄거리에 대한 찬사와 함께 호평을 받았다.
더 게임 어워드 2021에서 최우수 스포츠/레이싱 게임 후보에 올랐으며, 제25회 D.I.C.E. 어워드에서 올해의 레이싱 게임 후보에도 올랐다.

## 참고 사항
1. ↑  게임의 디럭스 에디션은 2021년 7월 13일에 출시되었다.